# Universidad y Casa de Contratación

Ordenanzas de la Universidad y Casa de Contratacion, 1760
(Fondazione Mansutti, Milano).

Universidad y Casa de Contratación è stata una magistratura spagnola, con sede a Bilbao.
Il tribunale pubblicava delle ordenanzas con giurisdizione sulla città e il porto cittadino, emanate e approvate dal sovrano, in particolare sul commercio via mare. Le leggi riguardavano l'arruolamento dell'equipaggio, le formalità doganali, le condizioni del nolo, gli obblighi del capitano, i contratti in generale.